# NF X 15-140
La norme française NF X 15-140 énonce un ensemble de spécifications de l’AFNOR concernant les enceintes climatiques et thermostatiques, leurs caractérisations et vérifications. Elle a été validée en octobre 2002. Elle est annulée et remplacée par la norme FD X 15-140 en mai 2013.

## Présentation
Cette norme définit et précise les critères d’une enceinte avec ou sans circulation d’air forcée, climatique (à régulation de la température et de l’humidité) ou thermostatique (à régulation de la température), ainsi que la méthode et les moyens à mettre en œuvre. Cette caractérisation (cartographie) a pour but de connaître et de s’assurer périodiquement des performances réelles d’une enceinte.
La mesure de la température de l’air dans le volume de travail se fait à partir de neuf ou quinze points (suivant le volume utile) précisément situés. L’humidité relative de l’air dans l’enceinte est mesurée.
Les moyens de mesure font appel à un hygromètre à condensation et à une centrale de mesure reliée à neuf ou quinze capteurs thermométriques. La stabilité dans le temps et l’homogénéité en régime établi (à température fixe) font partie des paramètres caractérisés.
L’enceinte est déclarée conforme lorsque pour chaque capteur la moyenne des mesures associées de l’incertitude appartient à l’étendue des erreurs maximales tolérées (EMT).
Dans le principe cette norme peut être adaptée à la caractérisation et vérification des fours.
La norme NF X 15-140 est voisine de la norme internationale CEI 60068-3-11, publiée en 2007. Cette norme concurrente devrait remplacer progressivement la norme française.
Plus généralement, les enceintes thermostatiques concernées par des normes et des méthodes de mesure sont celles utilisant le chauffage par convection (dites « non ventilées ») ou avec ventilation, les congélateurs, les réfrigérateurs, les zones à atmosphère contrôlée, etc.
La caractérisation et la vérification d’enceintes sur site client sont assurées par des laboratoires de métrologie prestataires à l’aide d’instruments de référence certifiés par un laboratoire accrédité Cofrac.
De très nombreux secteurs sont concernés par un bon respect de la température et de l’humidité : pharmacie (stockage de substances actives et de médicaments thermolabiles : vaccins…), agroalimentaire (chaîne du froid), aéronautique (caractérisation, vieillissement de matériaux, etc.), chimie, biologie, électronique (salle blanche), etc.